# Hermann Hansen (Handballspieler)
Hermann „Hannes“ Hansen (* 31. Oktober 1912 in Friedrichstadt; † 28. Juni 1944) war ein deutscher Feldhandballspieler.

## Leben
Hansen spielte für den VfL Königsberg und den SV Polizei Hamburg.
Bei den Olympischen Spielen 1936 wirkte Hansen in zwei Spielen der Nationalmannschaft mit, beim 10:6-Sieg im Finale gegen Österreich stand er allerdings nicht in der Mannschaft. Zwei Jahre nach dem Olympiasieg nahm Hansen an der ersten Feldhandball-Weltmeisterschaft der Männer 1938 teil, auch hier gewann die deutsche Mannschaft den Titel. Insgesamt wirkte er von 1934 bis 1938 in elf Länderspielen mit.
Im Zweiten Weltkrieg wurde er zur Luftwaffe eingezogen. Von einem Einsatz kehrte er nicht zurück; er gilt als vermisst.